# روبرت رايت (سياسي)
روبرت رايت (بالإنجليزية: Robert Wright)‏ هو محامي وقاضي وسياسي أمريكي، ولد في 20 نوفمبر 1752 في مقاطعة آن آن في الولايات المتحدة، وتوفي بنفس المكان في 7 سبتمبر 1826. نشط حزبياً في الحزب الجمهوري الديمقراطي.

## مناصب
- انتخب عضو مجلس النواب لولاية ماريلند.
- انتخب عضو مجلس ولاية ماريلند.
- انتخب حاكم ماريلاند [الإنجليزية]‏ (12 نوفمبر 1806 – 9 يونيو 1809).
- انتخب عضو مجلس النواب الأمريكي.
- انتخب عضو مجلس الشيوخ الأمريكي (19 نوفمبر 1801 – 12 نوفمبر 1806).